# کتریک، نورث یورک‌شر
کتریک (به انگلیسی: Catterick) یک روستا و محله مدنی در بریتانیا است که در ریچموندشر واقع شده‌است. کتریک ۳٬۱۵۵ نفر جمعیت دارد.